# Jesús Corro Soriano
Jesús Corro Soriano Huajuapan de León, 24 de octubre de 1884 † Puebla de Zaragoza, 14 de febrero de 1968. Fue un experimentado artífice de la talla en piedra y representante del gremio de canteros, que realizó obras en piedra en importantes edificios y monumentos de la ciudad de Puebla. Fue padre del arquitecto Jesús Corro Ferrer.

## Origen
Huérfano desde pequeño, fue a aprender el oficio de su vocación en la Compañía de Mármoles Mexicanos, en Nogales, Veracruz y de ahí regreso a su ciudad natal.

## Obras destacadas
- Ornamentación en piedra en el Edificio de Protocolos, antiguo Banco Oriental de México (1910).[1]
- Escudo de la nación en el Palacio Municipal en el exterior del Salón de Cabildos.
- En el Mercado La Victoria, los escudos de la ciudad de Puebla en las torres de las entradas principales así como la composición alegórica del reloj.
- En la casa donde pernoctó Agustín de Iturbide en Puebla, alegoría alusiva.
- Monumento a los héroes franceses existente en el Panteón Francés.
- Una replica de la fuente de San Miguel en la Colonia América.
- Monumento a los hermanos Serdan en la Plazuela del Boliche.
- Labrado de la Fuente Colonial del Paseo Bravo, frente a la Avenida Juárez.[2]
- Gruta de Nuestra Señora de Lourdes en la Calzada del Cerro de Loreto.
- Las dos torres del Templo de San Cristóbal.

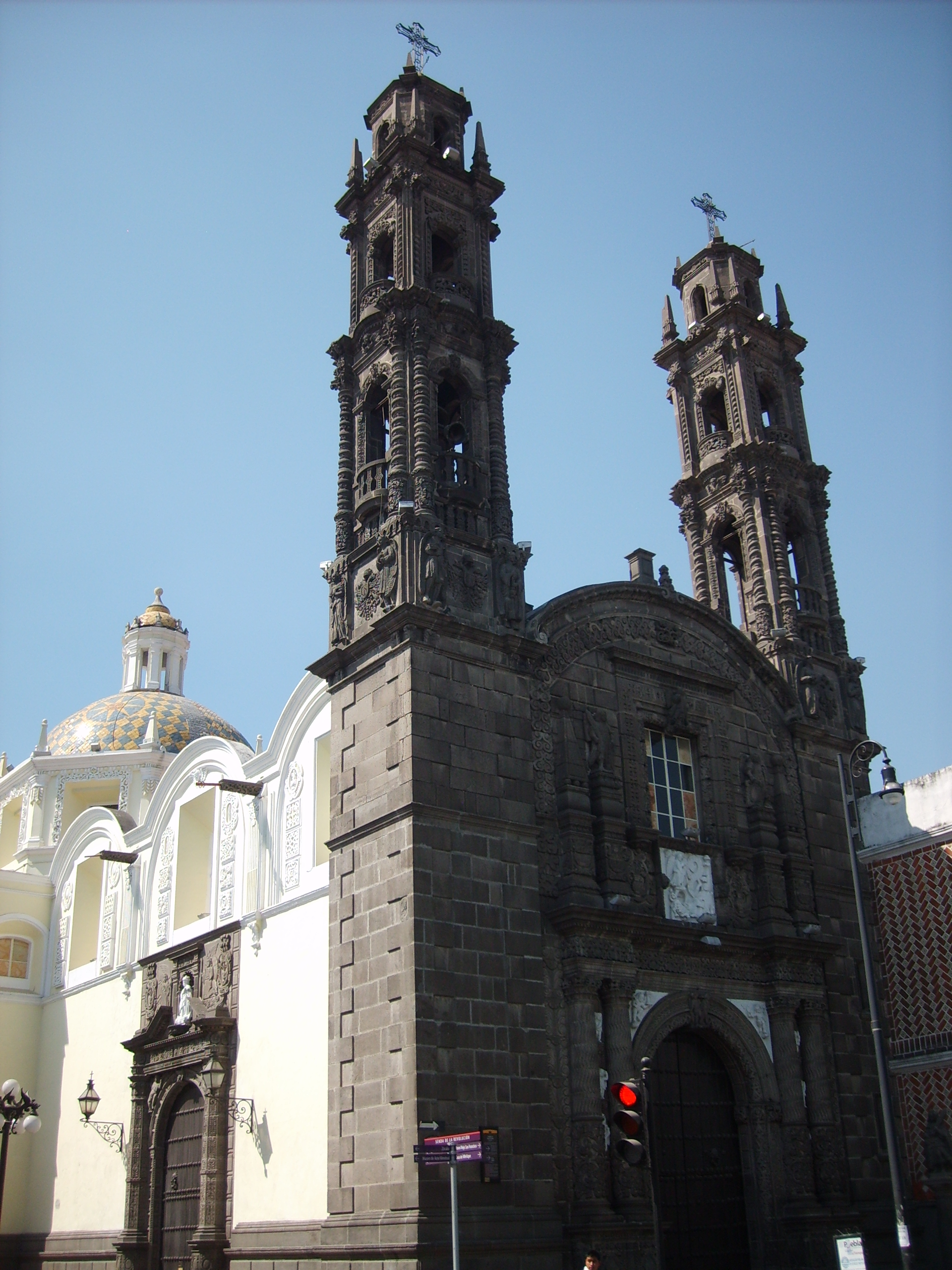
Torres del Templo de San Cristóbal
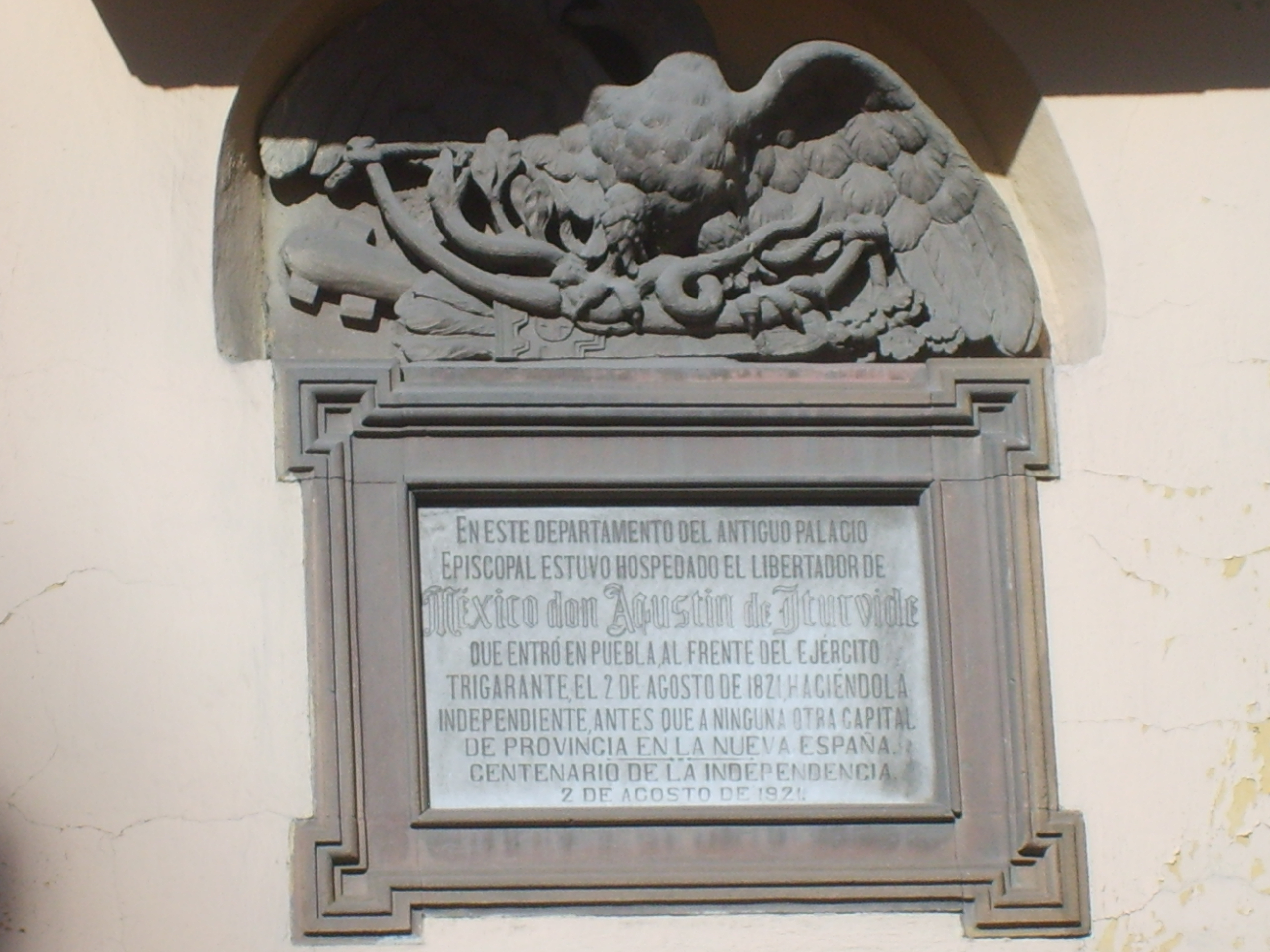
Alegoría alusiva de la llegada de Iturbide y el Ejército Trigarante a Puebla 2 de agosto de 1821.
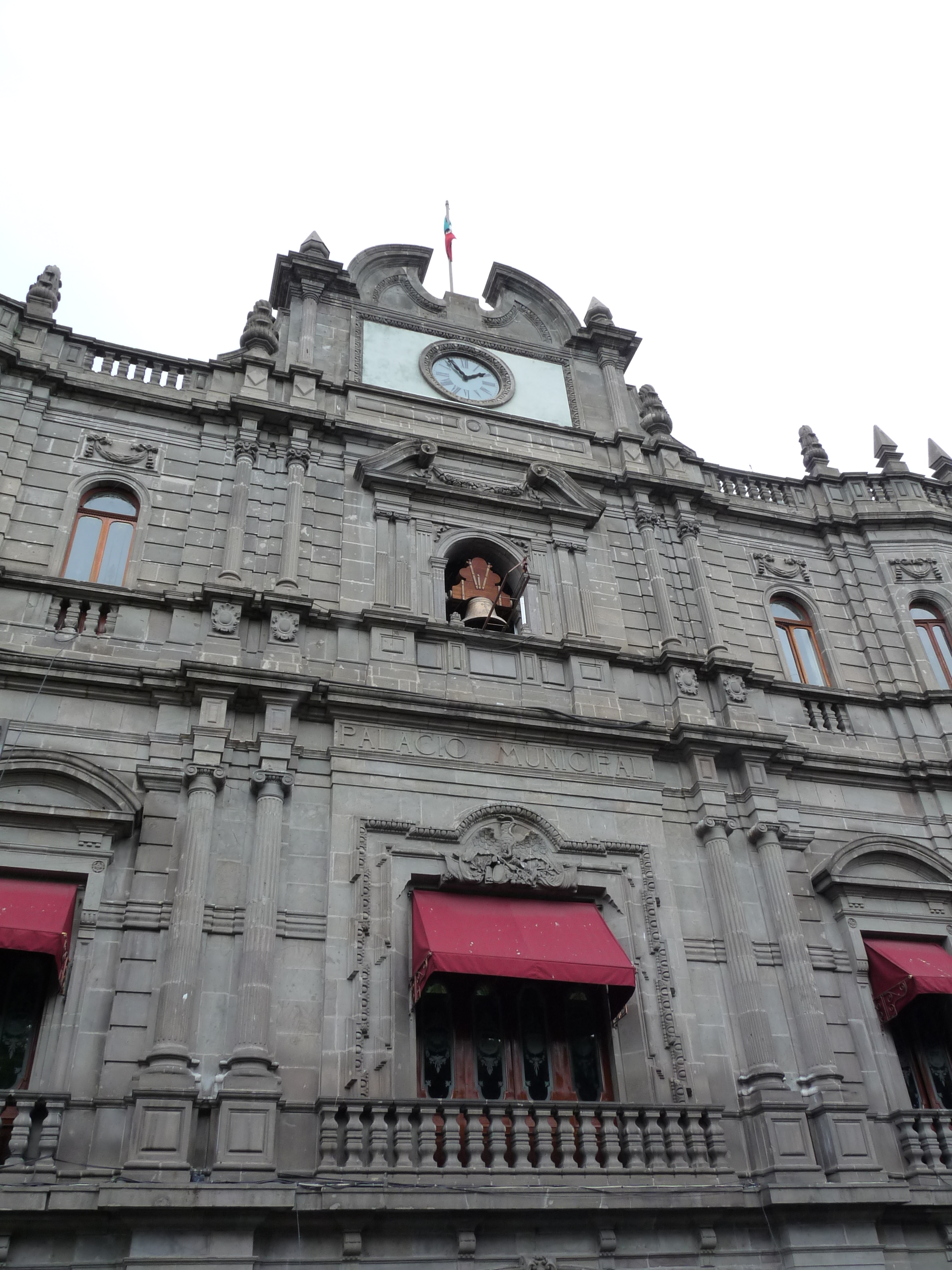
Escudo de la nación en el Palacio Municipal en el exterior del Salón de Cabildos.
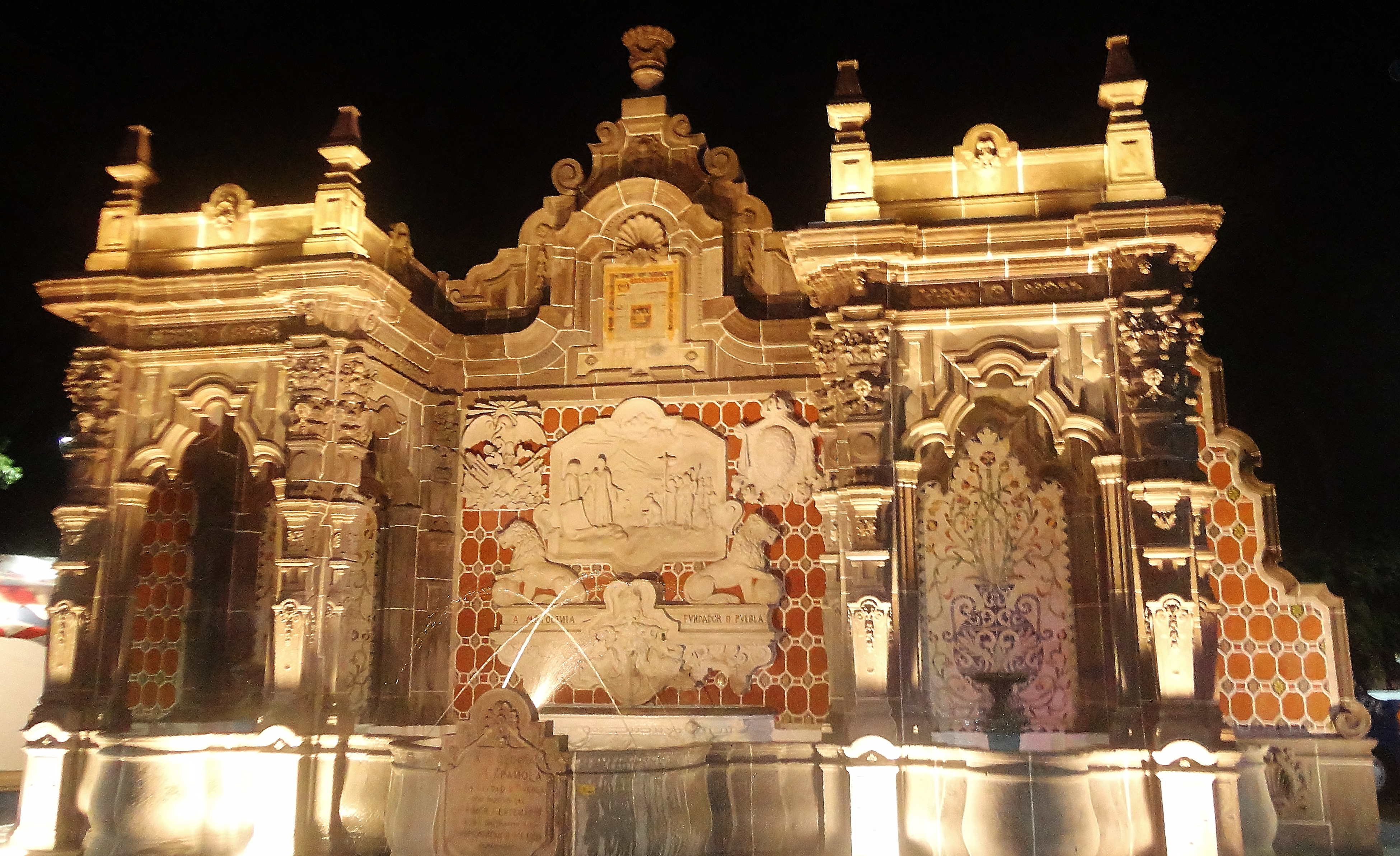
Fuente Colonial del Paseo Bravo.